# Marsh (Familienname)
Marsh ist ein englischer Familienname.

## Herkunft und Bedeutung
Marsh ist ein Wohnstättenname für jemanden, der in der Nähe eines Sumpfes oder Moores lebt, abgeleitet vom altenglischen „mersc“ (=Sumpf).

## Namensträger

### A
- Albert L. Marsh (1877–1944), US-amerikanischer Metallurg
- Amy Marsh (* 1977), US-amerikanische Triathletin
- Anne Marsh (1791–1874), britische Schriftstellerin
- Arno Marsh (1928–2019), US-amerikanischer Saxophonist

### B
- Benjamin F. Marsh (1839–1905), US-amerikanischer Politiker
- Brad Marsh (* 1958), kanadischer Eishockeyspieler
- Brandon Marsh (* 1974), US-amerikanischer Triathlet

### C
- Caren Marsh-Doll (* 1919), US-amerikanische Schauspielerin und Tänzerin
- Carol Marsh (1926–2010), britische Schauspielerin
- Caryl G. Marsh (1939–2013), US-amerikanischer Generalleutnant
- Charles Marsh (1765–1849), US-amerikanischer Politiker
- Charlotte Marsh (1887–1961), englisch-britische Suffragette und Sozialarbeiterin
- Clare Marsh (1875–1923), irische Stillleben- und Porträtmalerin
- Courtney Marsh, US-amerikanische Filmschaffende

### D
- Damien Marsh (* 1971), australischer Leichtathlet
- Daniel Lash Marsh (1880–1968), US-amerikanischer Theologe und Hochschullehrer
- Dave Marsh (1894–1960), englischer Radrennfahrer
- David Marsh (Golfspieler) (1934–2022), britischer Golfspieler und Fußballfunktionär
- David Marsh (Manager) (* 1952), britischer Bankmanager
- David Marsh (Schwimmtrainer) (* 1957), US-amerikanischer Schwimmtrainer

### E
- Edward Marsh (Edward Moore; 1872–1953), britischer Staatsbeamter, Übersetzer, Schriftsteller und Kunstförderer
- Edward Marsh (Ruderer) (1874–1932), US-amerikanischer Ruderer
- Eric Marsh (1969–2013), US-amerikanischer Feuerwehrmann
- Erin Marsh (* 1999), US-amerikanische Siebenkämpferin

### F
- Fleur Marsh (* 1971), deutsche Schauspielerin
- Florence Hannah Bacon Marsh (1881–1948), britische Botanikerin
- Frank Marsh (Politiker) (1924–2001), US-amerikanischer Politiker, Vizegouverneur von Nebraska
- Frank G. Marsh (vor 1900–nach 1919), britischer Brigadegeneral
- Frank Lewis Marsh (1899–1992), US-amerikanischer Biologe
- Fred Marsh (1924–2006), US-amerikanischer Baseballspieler

### G
- Geoff Marsh (Konteradmiral) (1929–2014), britischer Konteradmiral und Waffenkonstrukteur
- Geoff Marsh (Cricketspieler) (* 1958), australischer Cricketspieler und -trainer
- Geoff Marsh (Ringer), australischer Ringer
- George Perkins Marsh (1801–1882), US-amerikanischer Philologe, Diplomat und Politiker
- Gordon Marsh (Choreograph) (* 1929), englisch-schwedischer Choreograph und Tänzer
- Gordon Marsh (Komponist), US-amerikanischer Komponist, Musikwissenschaftler und -pädagoge und Pianist
- Graham Marsh (* 1944), australischer Golfer

### H
- Henry Marsh (Tennisspieler) (Matthew Henry Marsh; 1876–1943), australischer Tennisspieler und Autor
- Henry Marsh (Mediziner) (* 1950), britischer Neurochirurg
- Henry Marsh (Leichtathlet) (* 1954), US-amerikanischer Hindernisläufer
- Herbert W. Marsh (1946–2013), Bildungspsychologe und Autor
- Hugh Marsh (* 1955), kanadischer Geiger

### J
- James Marsh (Philosoph) (1794–1842), US-amerikanischer Philosoph und Theologe
- James Marsh (Chemiker) (1794–1846), britischer Chemiker
- James Marsh (Künstler) (* 1946), britischer Künstler
- James Marsh (Regisseur) (* 1963), englischer Regisseur, Produzent und Drehbuchautor
- James Marsh (Schauspieler) (* 1966), US-amerikanischer Schauspieler
- James Marsh (Basketballspieler) (* 1970), deutscher Basketballspieler
- James Marsh (Fußballspieler) (* 1996), neuseeländischer Fußballspieler
- James Harley Marsh (James H. Marsh; * 1943), kanadischer Historiker und Herausgeber
- Jean Marsh (1934–2025), britische Schauspielerin und Drehbuchautorin
- Jeff Marsh (* 1960), US-amerikanischer Zeichentrickregisseur, Produzent und Drehbuchautor
- Jillian Marsh, australische politische Aktivistin
- Joan Marsh (1914–2000), US-amerikanische Schauspielerin
- Jodie Marsh (* 1978), britisches Model
- John Marsh (Komponist) (1752–1828), englischer Komponist
- John Marsh (Pionier) (1799–1856), US-amerikanischer Siedler und Pionier
- John Marsh (Eishockeyspieler), US-amerikanischer Eishockeyspieler
- John Allmond Marsh (1894–1952), kanadischer Politiker
- John Otho Marsh junior (1926–2019), US-amerikanischer Politiker
- John S. Marsh (1931–2017), britischer Agrarökonom
- Jon Marsh (* 1964), britischer Singer-Songwriter und Musikproduzent, siehe The Beloved
- Joseph Marsh (1726–1811), US-amerikanischer Militär und Politiker
- Joseph Marsh (Prediger) (1802–1863), US-amerikanischer protestantischer Prediger und Herausgeber

### K
- Keanu Marsh-Brown (Keanu Marqheal Marsh-Brown, * 1992), englisch-guyanischer Fußballspieler

### L
- Laura K. Marsh, US-amerikanische Ökologin und Primatologin
- Leonard Marsh (1933–2013), US-amerikanischer Unternehmer
- Loisette M. Marsh (1928–2021), kanadisch-australische Meeresbiologin
- Lou Marsh (Sportler) (1879–1936), kanadischer Sportler, Schiedsrichter und Sportjournalist
- Lou Marsh (Schauspieler), US-amerikanischer Schauspieler und Komiker

### M
- Mae Marsh (1895–1968), US-amerikanische Schauspielerin
- Madison Marsh (* 2001), US-amerikanische Pilotin und Schönheitskönigin
- Marian Marsh (1913–2006), US-amerikanische Schauspielerin
- Matthew Marsh (Schauspieler) * (1954), britischer Schauspieler
- Matthew Marsh (Rennfahrer) (* 1968), britischer Rennfahrer
- Michael Marsh (* 1967), US-amerikanischer Leichtathlet
- Michael Anthony Marsh (* 1947), britischer Politikwissenschaftler und Hochschullehrer
- Michael N. Marsh, britischer Pathologe
- Michele Marsh (* 1946), US-amerikanische Schauspielerin
- Mike Marsh (Fußballspieler) (* 1969), englischer Fußballspieler und -trainer
- Mitchell Marsh (* 1991), australischer Cricketspieler

### N
- Ngaio Marsh (1895–1982), neuseeländisch-britische Schriftstellerin
- Nick Marsh (Snookerspieler) (* 1966), englischer Snookerspieler
- Nick Marsh (Musikproduzent) (* 1986), US-amerikanischer Musikproduzent und DJ

### O
- Oliver T. Marsh (1892–1941), US-amerikanischer Kameramann
- Othniel Charles Marsh (1831–1899), US-amerikanischer Paläontologe

### P
- Peter Marsh (Tischtennisspieler) (1948–2012), US-amerikanischer Tischtennisspieler
- Probyn Vivian Marsh (* 1928), jamaikanischer Diplomat

### R
- Ray Marsh (Frederick Ray Marsh; 1924–2006), US-amerikanischer Moderator
- Richard Marsh (Bischof) († 1226), Lordkanzler und Siegelbewahrer von England, Bischof von Durham
- Richard Marsh (Pferdetrainer) (1851–1933), britischer Jockey und Rennpferdetrainer
- Richard Marsh (Schriftsteller) (eigentlich Richard Bernard Heldman, 1857–1915), britischer Autor
- Richard Marsh, Baron Marsh (1928–2011), britischer Politiker
- Richard Marsh (Rennfahrer) (* 1967), britischer Rennfahrer
- Reginald Marsh (Cricketspieler) (1897–1969), britischer Cricketspieler
- Reginald Marsh (Maler) (1898–1954), amerikanischer Maler
- Reginald Marsh (Schauspieler) (1926–2001), britischer Schauspieler
- Robert Marsh (* 1968), antiguanischer Radrennfahrer
- Rodney Marsh (* 1944), englischer Fußballspieler
- Ryan Marsh (* 1985), südafrikanischer Eishockeyspieler

### S
- Sam Marsh (* 1879), englischer Fußballspieler
- Stanley Marsh 3. (1938–2014), US-amerikanischer Unternehmer und Philanthrop
- Sylvester Marsh (1803–1884), US-amerikanischer Eisenbahningenieur

### T
- Terence Marsh (auch Terry Marsh; 1931–2018), britischer Artdirector und Szenenbildner
- Terry Marsh (Boxer) (* 1958), britischer Boxer
- Tina Marsh (1954–2009), US-amerikanische Jazzmusikerin
- Tony Marsh (Rennfahrer) (1931–2009), britischer Automobilrennfahrer
- Tony Marsh (Musiker) (1939–2012), britischer Schlagzeuger
- Tony Marsh (Rugbyspieler) (* 1972), neuseeländisch-französischer Rugbyspieler
- Tyson Marsh (* 1984), kanadischer Eishockeyspieler

### W
- Warne Marsh (1927–1987), US-amerikanischer Jazz-Saxophonist
- William Marsh (1944–2022), US-amerikanischer Kampfsportler